# Heterostegane macrographa
Heterostegane macrographa là một loài bướm đêm trong họ Geometridae.